# Gugark
Gugark (in armeno Գուգարք?), anche nota come Gogarene o Gougarq, era un'antica regione dell'Armenia, 400–800 ca., adesso il suo territorio comprende parte dell'Armenia settentrionale, Turchia  nord-orientale e Georgia sud-occidentale. Il governatore della regione nel 425 ca. fu Achoucha Gougarqtzi (Arshusha di Gogarene), mentre la città di Ardahan era il suo centro storico.
Uno dei suoi distretti, Tachir, era governato dalla famiglia Tachiratsi.
Secondo Anania di Shirak la Gogarene fu la tredicesima provincia dell'Armenia storica.

## Distretti

Le quindici province dell'Armenia storica.

La provincia comprende i seguenti distretti o cantoni (gavar) :
- Klarjq;
- Ardahan;
- Ashotz;
- Djavakh;
- Trelq;
- Kangarq;
- Mangleatspor;
- Kueshapor;
- Sobopor;
- Kolbopor (auparavant Varaznunik) ;
- Dzoropor;
- Tashrats Sephakanutiun.